# Navicula
Navicula es un género de diatomeas pennales que comprende más de 1600 especies.

## Descripción
Organismo unicelular fitoplanctónico cuyas valvas tienen forma elíptica a lanceolada, que recuerda a un bote. El patrón de estriación es variable, en ocasiones siendo imposible de observar mediante microscopio óptico. Cada valva posee un rafé recto, filiforme o lateral.

## Movilidad
Se ha observado que las diatomeas del género tienen la capacidad de deslizarse entre sí y sobre superficies duras, como portaobjetos. Alrededor del exterior del caparazón de Navicula hay un cinturón de hebras demucílago que pueden fluir y así actuar como una pista de tanque.

## Etimología
Navicula proviene del latín "pequeño barco".

## Galería

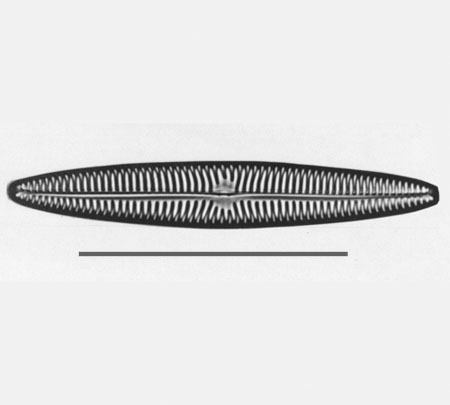
Navicula tripunctata especie tipo      escala = 50 µm
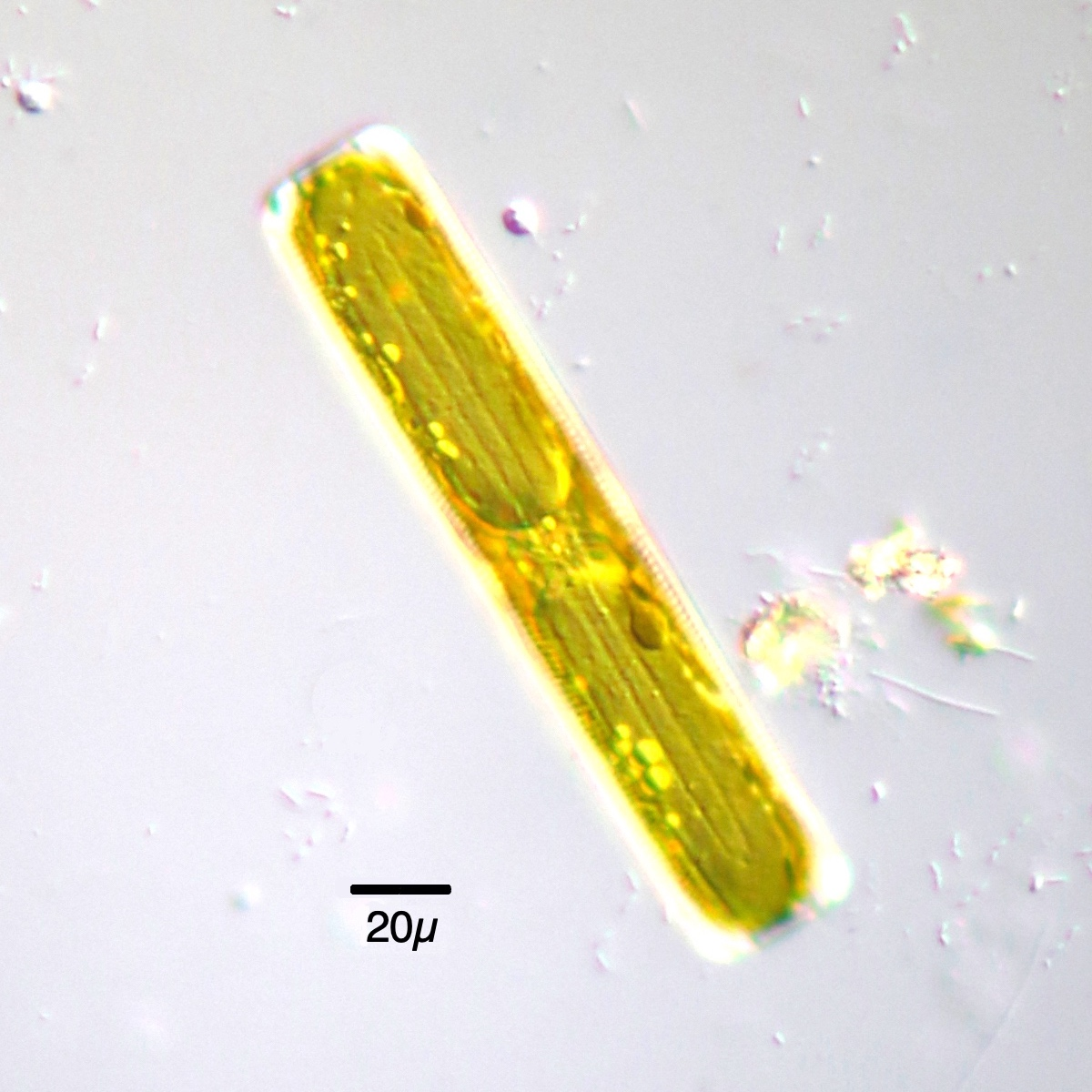
Navicula oblonga
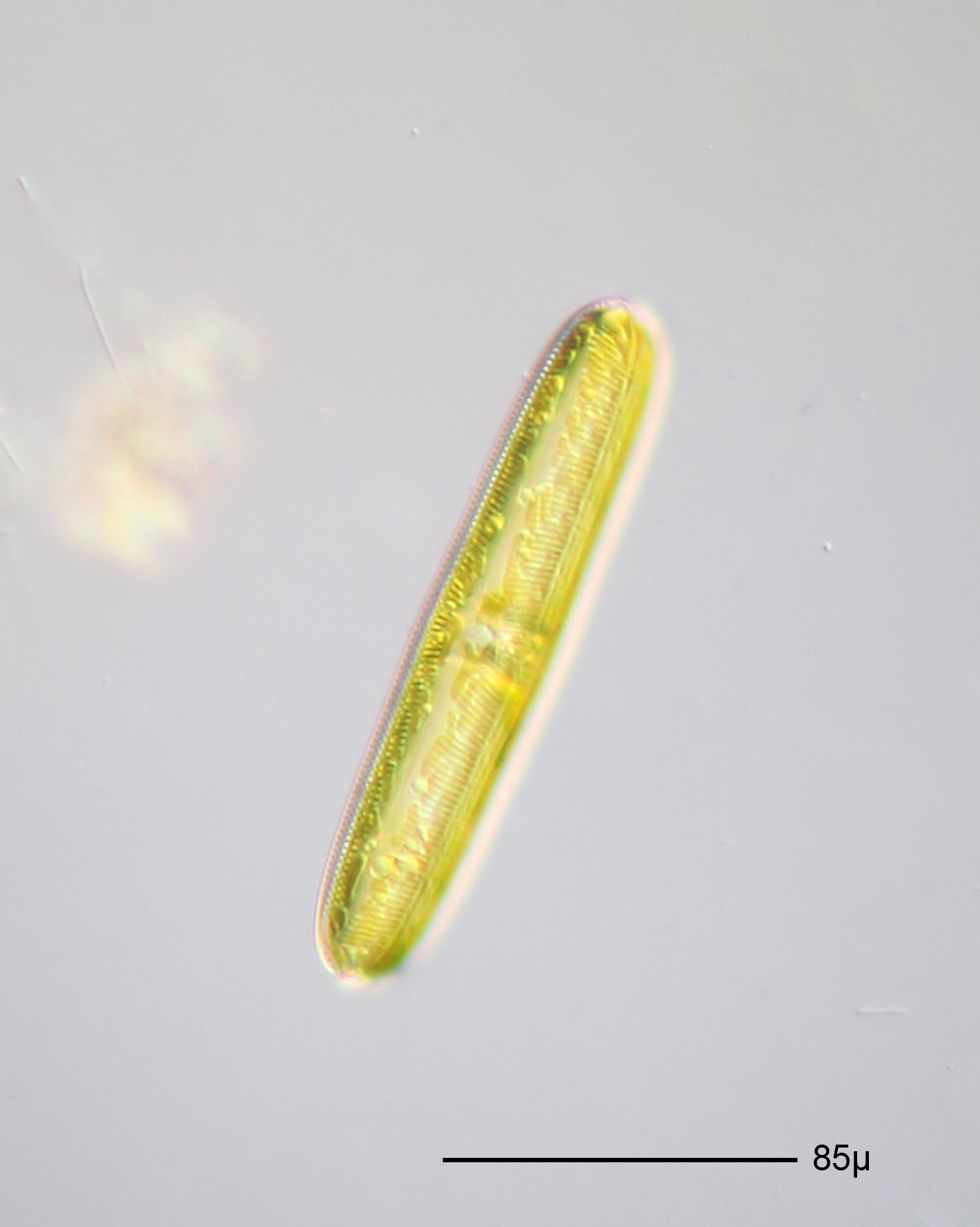
Navicula oblonga